# Arroyo Guaviyú (Paysandú)
Der Arroyo Guaviyú ist ein Fluss im Westen Uruguays.
Der im Departamento Paysandú gelegene Fluss entspringt in der Nähe der Cuchilla de Haedo. Von dort fließt er in westlicher Richtung, bevor er nördlich der Stadt Paysandú in den Río Uruguay mündet, zu dessen Einzugsgebiet er gehört. An seinen Ufern befinden sich die Thermen von Guaviyú (Termas del Guaviyú).